# Riserva speciale dell'Ankarana
La riserva speciale dell'Ankarana, nel nord del Madagascar, venne creata nel 1956. È un altopiano poco esteso, solo in parte ricoperto da vegetazione, costituito da calcare del Giurassico medio (150 milioni di anni fa). Le precipitazioni annue medie di circa 2000 mm hanno eroso il substrato roccioso e creato un paesaggio carsico, con grotte e fiumi sotterranei. Il rilievo impervio e la fitta vegetazione hanno contribuito a proteggere la regione dall'intervento umano.
L'ingresso meridionale del parco si trova a Mahamasina, sulla Route nationale 6, circa 108 km a sud-ovest di Antsiranana e 29 km a nord-est di Ambilombe.

## Geologia
Ad est l'altopiano degrada dolcemente, ma ad ovest termina bruscamente nel «Muro dell'Ankarana», una falesia a strapiombo che si estende per 25 chilometri da nord a sud ergendosi fino a 280 metri. A sud la massa calcarea si frattura in guglie separate conosciute come pinnacoli carsici. Al centro dell'altopiano l'attività sismica ed eoni di piogge hanno dissolto il calcare in profonde gole, talvolta ridepositandolo in strati di pietre di flusso (flowstone). Nei punti in cui gli strati superiori calcifici sono stati completamente erosi, il substrato più duro è stato inciso in canali e creste note come tsingy. La regione è disseminata di massi di basalto, talvolta confluiti anche nel profondo dei canyon che sezionano il massiccio.

## Esplorazione
A partire dagli anni '60, l'espatriato francese Jean Duflos (che, dopo aver sposato una donna del luogo, cambiò il suo nome in Jean Radofilao) effettuò un gran numero di esplorazioni attraverso i sistemi di grotte e i fiumi sotterranei del massiccio, per lo più da solo o accompagnato da speleologi in visita. Sono stati mappati complessivamente circa 100 chilometri di grotte all'interno del massiccio. La grotta di Andrafiabe, una delle più accessibili, comprende da sola almeno 8035 metri di passaggi orizzontali. In effetti, il massiccio ospita il sistema di grotte più vasto del Madagascar, e probabilmente dell'intera Africa.

## Fauna

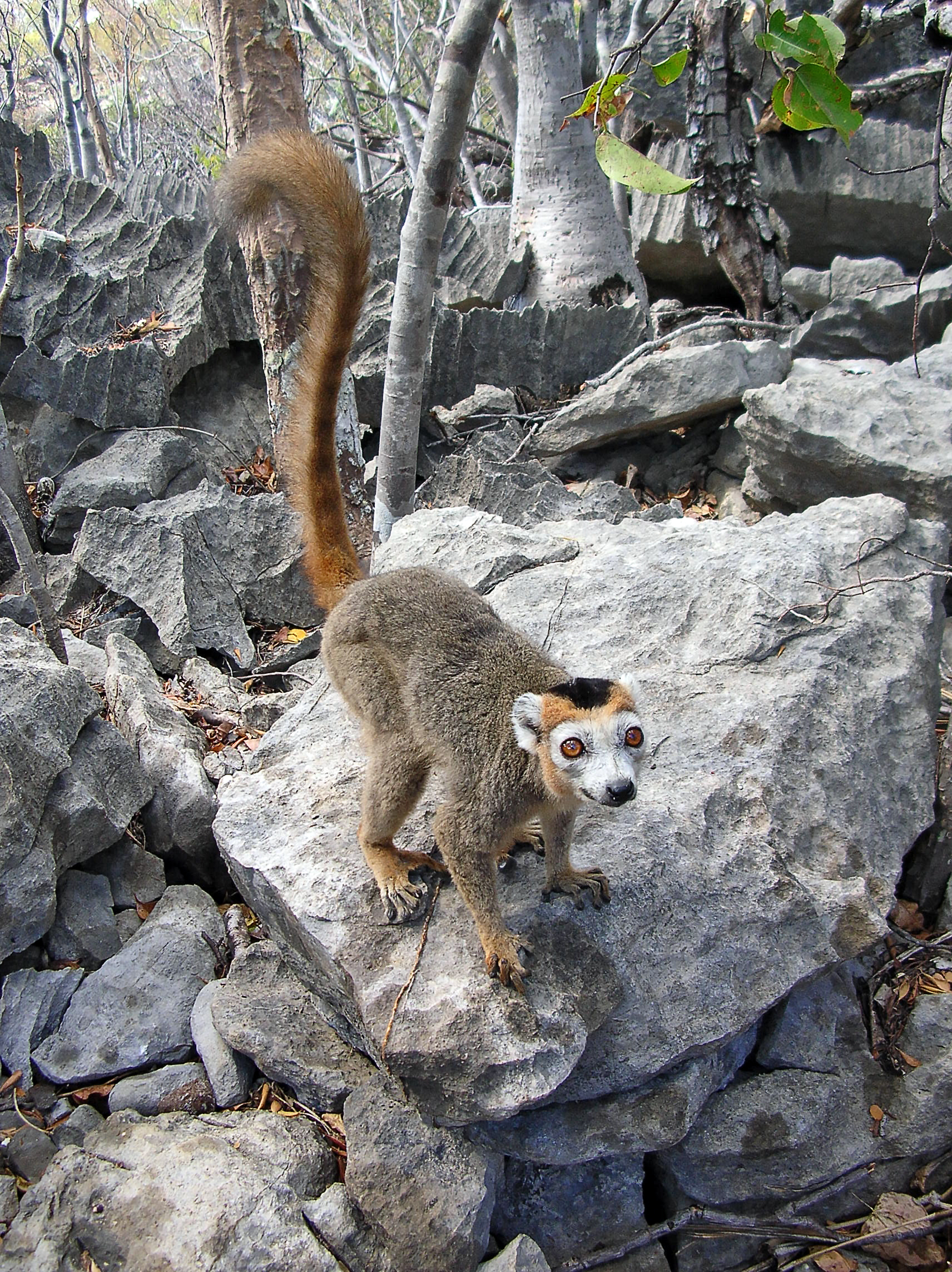
Un lemure coronato all'interno della riserva.

Le spedizioni che iniziarono per la prima volta a catalogare gli animali e le piante della riserva speciale creata intorno al massiccio dell'Ankarana negli anni '80 sono state ampiamente descritte nel libro di viaggi Lemurs of the Lost World della dottoressa Jane Wilson-Howarth e nella stampa scientifica. Gli studiosi scoprirono inaspettatamente resti subfossili di grandi lemuri estinti e specie fino ad allora sconosciute di pesci ciechi, gamberetti e altri invertebrati. Diversi membri di queste spedizioni hanno contribuito, con le loro foto, a redigere una guida introduttiva illustrata alle grotte dei coccodrilli dell'Ankarana.
Durante la spedizione del 1986, Phil Chapman e Jean-Elie Randriamasy stilarono una lista degli uccelli presenti nella riserva, costituita da 65 specie appartenenti a 32 famiglie, quasi un terzo di tutte quelle che nidificano nel Madagascar. Scoprirono anche un aspetto interessante del loro comportamento, un'insolita strategia messa in atto da molti piccoli passeriformi insettivori. Specie come il pigliamosche del Paradiso del Madagascar (Terpsiphone mutata), il jery del nord (Neomixis tenella), la tetraka dagli occhiali (Xanthomixis zosterops), la tetraka beccolungo (Bernieria madagascariensis), il bulbul del Madagascar (Hypsipetes madagascariensis), la nettarinia souimanga (Cinnyris sovimanga), la vanga azzurra (Cyanolanius madagascarinus) e la vanga di Pollen (Xenopirostris polleni) si alimentano insieme in gruppi misti. All'interno di ogni gruppo, specie diverse sembrano essersi specializzate su dove e come cercare gli insetti di cui si nutrono. Alcune si concentrano sul tronco e sui rami degli alberi, altre sui rami sottili, altre ancora cercano sotto le foglie. Agendo insieme in questo modo, probabilmente aumentano l'efficienza della ricerca del cibo, in quanto ogni specie può catturare le prede sfuggite alle altre. Sono anche più al sicuro dagli attacchi dei predatori, poiché l'intero gruppo ha maggiori probabilità di individuare un pericolo in avvicinamento.
La riserva dell'Ankarana costituisce un importante rifugio per popolazioni consistenti di lemure coronato (Eulemur coronatus), lemure di Sanford (E. sanfordi) e altre specie di mammiferi. Nella zona è stata segnalata la presenza di altre specie di lemuri: il lepilemure settentrionale (Lepilemur septentrionalis), il microcebo rosso (Microcebus rufus), il chirogaleo medio (Cheirogaleus medius), il valuvi forcifero (Phaner furcifer), il maki lanoso (Avahi laniger), il sifaka di Perrier (Propithecus perrieri), l'aye-aye (Daubentonia madagascariensis) e l'apalemure occidentale (Hapalemur occidentalis).
Inoltre, ad Ankarana sono stati rinvenuti anche resti subfossili di altri lemuri, come il prolemure dal naso largo (Prolemur simus) e l'indri (Indri indri), ma anche di specie scomparse come il lemure bradipo (Babakotia radofilai), il Mesopropithicus dolichobrachion, il Palaeopropithicus ingens, il Pachylemur sp., l'enorme Megaladapis madagascariensis/grandidieri e il lemure babbuino Archaeolemur sp.